# Dies Natalis (Hanson)
Dies Natalis is een compositie voor symfonieorkest van Howard Hanson. Het werk is geschreven voor het honderdjarig bestaan van de staat Nebraska in 1967. Howard is opgegroeid in die staat en keert met deze muziek terug naar zijn Lutherse opvoeding onder Zweedse ouders. De compositie in romantische stijl is een thema met variaties gebaseerd op een Kerst-koraal, dat dan ook regelmatig terugkeert. De variaties zijn gecomponeerd in de toonsoort van de traditionele westerse klassieke muziek, maar soms in de Gregoriaanse toonsoorten en andere kerktoonsoorten.

## Delen
1. Introductie en Koraal; Maestoso
2. Variatie 1: Poco piu mosso
3. Variatie 2: Allegro
4. Variatie 3: Pesante
5. Variatie 4: Andante calmo, nel modo Gregoriano
6. Variatie 5: Allegro feroce
7. Variatie 6: Larghetto semplice
8. Variatie 7: Allegro tempestuoso
9. Finale – Poco a poco ritardando al tempo giusto

De première werd gegeven door de componist en het Omaha Symfonieorkest op 13 november 1967, later maakte hij nog een bewerking voor harmonieorkest. De première van de versie voor harmonieorkest werd verzorgd door het Eastman Wind Ensemble onder leiding van Donald Hunsberger op 7 april 1972 ter gelegenheid van een feestconcert van 50 jaar Eastman School of Music.

## Orkestratie

### Symfonieorkest
- dwarsfluiten I+II+III(ook piccolo), hobo's I+II+III(ook althobo), klarinetten in Bes I+II+III, fagot I+II, contrafagot;
- hoorns I+II+III+IV, trompetten I+II+III, trombones I+II+III, tuba;
- violen I+II, altviolen, cello's, contrabassen;
- pauken, slagwerk I+II+III

### Harmonieorkest
- piccolo, dwarsfluit I+II, hobo I+II, althobo, fagot I+II, contrafagot, Esklarinet, klarinet in Bes I+II+III+IV, altklarinet, basklarinet, altsaxofoon I+II, tenorsaxofoon, baritonsaxofoon;
- cornetten I+II+III, trompetten I+II+III, hoorns I+II+III+IV, trombones I+II+III, eufonium, tuba I+II, contrabas;
- pauken, slagwerk I(grote trom, bekkens)+II(kleine trom, tenor-trom)+III(buisklokken, xylofoon)

## Verdere discografie
- Uitgave Centaur Records (2014): W 58362; Eastman Wind Ensemble, Bonita Boyd o.l.v. Donald Hunsberger - Howard Hanson: Dies Natalis; Warren Benson: The Leaves Are Falling; Henry Brant: Angels and Devils
- Uitgave Klavier KLA 11158; Philharmonia à Vent o.l.v. John Boyd - Hanson: Laude
- Uitgave Klavier KLA 11161; United States Air Force Band o.l.v. Lowell E. Graham - Evolution

## Media
1. ↑  Dies Natalis (1/2) door het Seattle Symphony Orchestra o.l.v. Gerard Schwarz. Gearchiveerd op 24 oktober 2018.
2. ↑  Dies Natalis (2/2) door het Seattle Symphony Orchestra o.l.v. Gerard Schwarz. Gearchiveerd op 23 juni 2023.

## Bron en discografie
- Uitgave Delos International 3160; Seattle Symphony; Gerhard Schwarz